# Vadfoss/Helle
Vadfoss/Helle är en tätort i Kragerø kommun i Telemark fylke i södra Norge. Orten ligger där fylkesväg 38 och fylkesväg 363 möts, nordväst om kommunens centralort Kragerø. Den omfattar bebyggelse i de båda sammanväxta orterna Vadfoss och Helle.
Tidigare har orterna tillhört dåvarande Sannidals kommun.